# ネイピア数の無理性の証明
ネイピア数の無理性の証明（ねいぴあすうのむりせいのしょうめい）は、1744年にオイラーが初めて行った。実際、ネイピア数 e は 2 < e < 3 を満たす無理数である。証明は背理法による。すなわち、e が有理数であると仮定して矛盾を導く。e が無理数であることの証明は、円周率 π が無理数であることの証明よりずっと易しい。π の無理性が初めて示されたのは1761年のことである。
e を底とする指数関数 ex は以下のようにテイラー展開される。
{\displaystyle e^{x}=\sum _{n=0}^{\infty }{\frac {x^{n}}{n!}}}
x = 1 を代入すると
{\displaystyle e=\sum _{n=0}^{\infty }{\frac {1}{n!}}=1+{\frac {1}{1!}}+{\frac {1}{2!}}+{\frac {1}{3!}}+\cdots }
以下、これを e の定義として無理数であることを証明する。

## 証明
e = a/b を満たす自然数 a, b が存在すると仮定すると b! ⋅ e は以下のように展開される。
{\displaystyle {\begin{aligned}b!\cdot e&=\left(b!+{\frac {b!}{1!}}+{\frac {b!}{2!}}+{\frac {b!}{3!}}+\cdots +{\frac {b!}{b!}}\right)\\&\qquad +\left\{{\frac {b!}{(b+1)!}}+{\frac {b!}{(b+2)!}}+{\frac {b!}{(b+3)!}}+\cdots \right\}.\end{aligned}}}
左辺は {\displaystyle b!\cdot e=b!\cdot {\frac {a}{b}}=a(b-1)!} であるから自然数である。右辺は (　) 内の b! から b!/b! までの項は全て自然数であるが、{　} 内の b!/(b + 1)! 以降の全ての項の和は、b が 1 以上であることから
{\displaystyle {\begin{aligned}&\quad \left\{{\frac {b!}{(b+1)!}}+{\frac {b!}{(b+2)!}}+{\frac {b!}{(b+3)!}}+\cdots \right\}\\&={\frac {1}{(b+1)}}+{\frac {1}{(b+1)(b+2)}}+{\frac {1}{(b+1)(b+2)(b+3)}}+\cdots \\&<{\frac {1}{2}}+{\frac {1}{2^{2}}}+{\frac {1}{2^{3}}}+\cdots =1\end{aligned}}}
と 1 未満になる。したがって (　) 内と {　} 内を足した右辺は自然数でないことになり、左辺が自然数という結果と矛盾する。
ゆえに e = a/b を満たす自然数 a, b が存在するという仮定は誤りである。

## ネイピア数の冪乗の無理性
一般に、q を 0 でない有理数とすると、eq は無理数である。これは、リンデマンの定理のごく特別な場合であるが、それ自体の証明は比較的易しく、『天書の証明』で1ページ程度にまとめられている。